# 1234
För andra betydelser, se 1234 (olika betydelser).
1234 (MCCXXXIV) var ett normalår som började en söndag i den julianska kalendern.

## Händelser

### Mars
- Mars – Vid ärkebiskop Olov Basatömers död kommer den svenska ärkebiskopsstolen att stå tom i två år.

### Okänt datum
- Knut Långe besegras och blir möjligen avrättad, varvid Erik Eriksson återinsätts som kung av Sverige. Möjligtvis utspelas ett kort krig i samband med detta.
- Trots att Erik har blivit återinsatt innehas makten av den som innehar jarlämbetet, för närvarande Knut Långes man Ulf Fase.
- Området Lunda i Masku, som tidigare varit hednisk offerlund, överlåts av biskop Thomas till kyrkoherden Wilhelm i Nousis.
- En brand utbryter i Varnhems kloster.
- En brand utbryter i Lunds domkyrka.
- Staden Stralsund anläggs.

## Födda
- Beatrice av Provence, grevinna av Provence, drottning av Neapel och drottning av Sicilien.

## Avlidna
- 12 februari – Ermengarde de Beaumont, drottning av Skottland 1186–1214 (gift med Vilhelm I) (död detta eller föregående år)
- 19 eller 29 mars – Olov Basatömer, svensk ärkebiskop.
- Knut Långe, kung av Sverige sedan 1229 (möjligen avrättad).